# Braškov
Braškov – gmina w Czechach, w powiecie Kladno, w kraju środkowoczeskim. Według danych z dnia 1 stycznia 2013 liczyła 1 034 mieszkańców.